# Barão de Setúbal
Barão de Setúbal é um título nobiliárquico criado por D. Maria II de Portugal, por Decreto de 23 de Setembro de 1835, em favor de João Schwalbach, depois 1.° Visconde de Setúbal.
Titulares
1. João Schwalbach, 1.° Barão e 1.° Visconde de Setúbal.